# Batticaloa (Distrikt)
Koordinaten: 7° 44′ N, 81° 42′ O
Batticaloa (singhalesisch මඩකලපුව දිස්ත්‍රික්කය maḍakalapūva distrikkaya; Tamil மட்டக்களப்பு மாவட்டம் Maṭṭakkaḷappu māvaṭṭam) ist ein Distrikt in der Ostprovinz in Sri Lanka. Der Hauptort ist Batticaloa.

## Geografie
Der Distrikt Batticaloa liegt an der Ostküste Sri Lanka am Golf von Bengalen und gehört zur Ostprovinz. Nachbardistrikte sind Ampara im Süden und Westen, Polonnaruwa im Westen, Trincomalee im Norden und der Indische Ozean im Osten.
Der Distrikt Batticaloa hat eine Fläche von 2854 Quadratkilometern (davon 2610 Quadratkilometer Land und 244 Quadratkilometer Binnengewässer). Damit ist er der flächenmäßig neuntgrößte Distrikt Sri Lankas.

## Bevölkerung
Nach der Volkszählung 2012 hat der Distrikt Batticaloa 526.567 Einwohner. Mit 202 Einwohnern pro Quadratkilometer liegt die Bevölkerungsdichte deutlich unter dem Durchschnitt Sri Lankas (325 Einwohner pro Quadratkilometer). Von den Bewohnern waren 250.676 (47,61 %) männlichen und 275.891 (52,39 %) weiblichen Geschlechts. Die Bevölkerung ist ausgesprochen jung. Dies verdeutlicht ein Blick auf die Altersverteilung.
| Alter  | 0–9 Jahre | 10–19 Jahre | 20–29 Jahre | 30–39 Jahre | 40–49 Jahre | 50–59 Jahre | 60–79 Jahre | 80 Jahre und mehr |
| Anzahl | 106.475   | 110.075     | 85.988      | 75.226      | 60.914      | 47.750      | 37.165      | 2.974             |
| Anteil | 20,22 %   | 20,90 %     | 16,33 %     | 14,29 %     | 11,57 %     | 9,07 %      | 7,06 %      | 0,56 %            |

### Historische Bevölkerungsentwicklung
Bis zum Ende der britischen Kolonialzeit bildeten hinduistische Tamilen die klare Bevölkerungsmehrheit im heutigen Distrikt. Eine bedeutende Minderheit stellten die ebenfalls tamilischsprachigen Moors. Kleinere Minderheiten waren die Singhalesen und Burgher.
Der anders durchmischte Distrikt Ampara gehörte bis 1958 ebenfalls zum Distrikt Batticaloa. Da dort der Anteil der Moors und Singhalesen bedeutend höher war, ergibt sich bis zur Volkszählung 1963 insgesamt ein anderes Bild als im heutigen (Restgebiet) des Distrikts Batticaloa.
Bevölkerung des Distrikts Batticaloa nach Volksgruppen 1881 bis 1971
| Jahr | Tamilen1 | Tamilen1 | Muslime2 | Muslime2 | Singhalesen3 | Singhalesen3 | Andere | Andere | Gesamt  | Gesamt   |
| Jahr | Zahl     | %        | Zahl     | %        | Zahl         | %            | Zahl   | %      | Zahl    | %        |
| ---- | -------- | -------- | -------- | -------- | ------------ | ------------ | ------ | ------ | ------- | -------- |
| 1881 | 61.014   | 57,80 %  | 37.255   | 35,29 %  | 5.012        | 4,75 %       | 2.277  | 2,16 % | 105.558 | 100,00 % |
| 1891 | 69.584   | 56,71 %  | 44.780   | 36,50 %  | 6.403        | 5,22 %       | 1.932  | 1,57 % | 122.699 | 100,00 % |
| 1901 | 79.857   | 55,01 %  | 54.190   | 37,33 %  | 7.575        | 5,22 %       | 3.539  | 2,44 % | 145.161 | 100,00 % |
| 1911 | 83.948   | 54,53 %  | 60.695   | 39,43 %  | 5.771        | 3,75 %       | 3.529  | 2,29 % | 153.943 | 100,00 % |
| 1921 | 84.665   | 53,35 %  | 63.146   | 39,79 %  | 7.243        | 4,56 %       | 3.655  | 2,30 % | 158.709 | 100,00 % |
| 1946 | 102.264  | 50,33 %  | 85.805   | 42,23 %  | 11.850       | 5,83 %       | 3.267  | 1,61 % | 203.186 | 100,00 % |
| 1953 | 130.381  | 48,20 %  | 106.706  | 39,45 %  | 31.174       | 11,52 %      | 2.232  | 0,83 % | 270.493 | 100,00 % |
| 1963 | 141.110  | 71,93 %  | 46.038   | 23,47 %  | 6.715        | 3,42 %       | 2.326  | 1,19 % | 196.189 | 100,00 % |
| 1971 | 181.527  | 70,71 %  | 60.889   | 23,72 %  | 11.548       | 4,50 %       | 2.757  | 1,07 % | 256.721 | 100,00 % |

1 Sri-Lanka-Tamilen und indische Tamilen zusammen
2 sri-lankische und indische Moors und Malaien
3 Tiefland- und Kandy-Singhalesen zusammen
Bis zur Zählung 1963 ist der 1958 ausgegliederte Distrikt Ampara miteingerechnet.

### Bevölkerung des Distrikts nach Volksgruppen seit 1981
Die beiden tamilischsprachigen Volksgruppen der sri-lankischen Tamilen und der Moors stellen zusammen beinahe die gesamte Bevölkerung (97,76 %).
Sri-lankische Tamilen
Die sri-lankischen Tamilen stellen die Bevölkerungsmehrheit, allerdings nicht in allen Verwaltungsgebieten (Divisions). In zehn der vierzehn Divisions sind sie die Mehrheitsbevölkerung. Ausnahmen sind Koralai Pattu West (Oddamavadi), Kattankudy, Koralai Pattu Central und Eravur Town, wo sie von den Moors übertroffen werden. Ihr Anteil bewegt sich zwischen 0,05 % in Kattankudy und 99,08 % in Manmunai West.
Moors
Daneben gibt es eine Minderheit von Moors oder tamilischsprachigen Muslimen. Sie bilden die Bevölkerungsmehrheiten in den Divisions Koralai Pattu West (Oddamavadi) (99,49 %), Kattankudy(99,42 %), Koralai Pattu Central (97,19 %) und Eravur Town (85,40 %). Bedeutende Minderheiten stellen sie in den Divisions Manmunai Pattu (Araipattai) (24,59 %) und Eravur Pattu (16,83 %). In sechs der vierzehn Divisions dagegen leben nur vereinzelte Angehörige ihrer Volksgruppe. Ihr Anteil bewegt sich zwischen 0,02 % in Manmunai South and Eruvil Pattu und 99,49 % in Koralai Pattu West (Oddamavadi).
Singhalesen
Nur eine kleine Minderheit der Einwohner des Distrikts Batticaloa sind Singhalesen. Ihr Anteil bewegt sich zwischen 0,08 % in Koralai Pattu West (Oddamavadi) und 4,45 % in Manmunai South-West.
Burgher
In beinahe allen Divisions gibt es nur wenige Angehörige dieser Volksgruppe. Ihr Anteil schwankt zwischen 0 % in zwei Divisions und 0,36 % in Koralai Pattu (Valachchenai). Eine Ausnahme bildet die Division Manmunai North, wo sie 2.455 der 86.227 Bewohner stellen und einen Anteil von 2,85 % an der Gesamtbevölkerung erreichen.
Indische Tamilen
Die indischstämmigen Tamilen sind eine kleine Minderheit. Sie stellen nur in der Division Manmunai North mit 916 Personen (1,06 %) einen nennenswerten Bevölkerungsanteil.
| Jahr                                                                        | Singhalesen1 | Singhalesen1 | Sri-Lanka-Tamilen2 | Sri-Lanka-Tamilen2 | indische Tamilen2 | indische Tamilen2 | Moors3  | Moors3  | Burgher | Burgher | Malaien | Malaien | Andere | Andere | Gesamt  | Gesamt   |
| Jahr                                                                        | Zahl         | %            | Zahl               | %                  | Zahl              | %                 | Zahl    | %       | Zahl    | %       | Zahl    | %       | Zahl   | %      | Zahl    | %        |
| --------------------------------------------------------------------------- | ------------ | ------------ | ------------------ | ------------------ | ----------------- | ----------------- | ------- | ------- | ------- | ------- | ------- | ------- | ------ | ------ | ------- | -------- |
| 1981                                                                        | 11.255       | 3,41 %       | 233.713            | 70,75 %            | 4.074             | 1,23 %            | 78.829  | 23,86 % | 2.292   | 0,69 %  | 46      | 0,01 %  | 124    | 0,04 % | 330.333 | 100,00 % |
| 2007                                                                        | 2.397        | 0,46 %       | 381.841            | 74,02 %            | 143               | 0,03 %            | 128.964 | 25,00 % | 2.412   | 0,47 %  | 81      | 0,02 %  | 19     | 0,00 % | 515.857 | 100,00 % |
| 2012                                                                        | 6.797        | 1,29 %       | 380.930            | 72,34 %            | 2.078             | 0,39 %            | 133.854 | 25,42 % | 2.814   | 0,53 %  | 28      | 0,01 %  | 66     | 0,01 % | 526.567 | 100,00 % |
| Quelle: Volkszählungen in Sri Lanka 1981 und 2012 sowie Spezialzählung 2007 |              |              |                    |                    |                   |                   |         |         |         |         |         |         |        |        |         |          |

1 Tiefland- und Kandy-Singhalesen zusammen
2 Sri-Lanka-Tamilen und indische Tamilen separat
3 nur sri-lankische Moors
Da weite Teile des Distrikts 2001 unter Kontrolle der LTTE waren, fand damals keine distriktweite Zählung statt. Diese wurde 2007 nachgeholt.

### Bevölkerung des Distrikts nach Bekenntnissen
Die Verteilung der Glaubensbekenntnisse ist ein Spiegelbild der ethnischen Verhältnisse. Der Hinduismus, dem die Mehrheit der sri-lankischen und indischen Tamilen angehört, ist die Mehrheitsreligion. Zweitstärkste Religionsgruppe ist der Islam, dem die Moors und Malaien angehören. Einzige Ausnahme ist das Christentum, dem neben den Burghern zahlreiche Tamilen angehören. In den Divisions Manmunai North (28,18 %), Koralai Pattu (Valachchenai) (18,13 %) und Koralai Pattu North (Vaharai) (15,03 %) bilden sie jeweils mehr als 15 % der gesamten Einwohnerschaft. Und fast alle singhalesischen Einwohner Batticaloas hängen dem Buddhismus an.
| Jahr                                                                               | Buddhisten | Buddhisten | Hindus  | Hindus  | Muslime | Muslime | Katholiken | Katholiken | andere Christen | andere Christen | Andere | Andere | Gesamt  | Gesamt   |
| Jahr                                                                               | Zahl       | %          | Zahl    | %       | Zahl    | %       | Zahl       | %          | Zahl            | %               | Zahl   | %      | Zahl    | %        |
| ---------------------------------------------------------------------------------- | ---------- | ---------- | ------- | ------- | ------- | ------- | ---------- | ---------- | --------------- | --------------- | ------ | ------ | ------- | -------- |
| 1981                                                                               | 9.127      | 2,76 %     | 218.812 | 66,24 % | 78.810  | 23,86 % | 19.704     | 5,96 %     | 3.795           | 1,15 %          | 85     | 0,03 % | 330.333 | 100,00 % |
| 2012                                                                               | 6.281      | 1,19 %     | 338.882 | 64,36 % | 134.065 | 25,46 % | 24.454     | 4,64 %     | 22.833          | 4,34 %          | 52     | 0,01 % | 526.567 | 100,00 % |
| Quelle: Volkszählungen in Sri Lanka 1981 und 2012; keine Angaben für 2001 und 2007 |            |            |         |         |         |         |            |            |                 |                 |        |        |         |          |

### Bedeutende Orte
Größere Ortschaften im Distrikt sind Batticaloa, Kattankudy und Eravur.

## Geschichte
Aus dem Distrikt wurde 1958 der heutige Distrikt Ampara ausgegliedert. Wegen seiner Lage an der Ostküste traf 2004 der von einem Erdbeben ausgelöste Tsunami die Küste mit voller Wucht. Damals starben nach amtlichen Angaben im Distrikt Batticaloa 3.177 Menschen. Weitere 255.000 wurden obdachlos und zogen sich teilweise Verletzungen zu.

## Lokalverwaltung
Der Vorsteher des Distrikts trägt den Titel District Secretary. Der Distrikt ist weiter in vierzehn Divisionen (unter einem Division Secretary) unterteilt. Die Städte und größeren Orte haben eine eigene Verwaltung (Gemeindeparlament oder Gemeinderat). Es gibt 347 Dorfverwaltungen (Grama Niladharis) für die 878 Dörfer im gesamten Distrikt.
| Name                          | Hauptort        | Einwohner 2012 | Fläche in km² | Dichte | GN  | Dörfer |
| Eravur Pattu                  | Chenkalady      | 75.478         | 695           | 109    | 39  | 162    |
| Eravur Town                   | Erawur          | 24.643         | 3             | 8.214  | 17  | 35     |
| Kattankudy                    | Kattankudy      | 40.356         | 6             | 6.726  | 18  | 0      |
| Koralai Pattu                 | Valachenai      | 23.376         | 35            | 668    | 12  | 23     |
| Koralai Pattu Central         | Pasikudah       | 25.687         | 80            | 321    | 8   | 15     |
| Koralai Pattu North           | Vakarai         | 21.537         | 589           | 37     | 16  | 50     |
| Koralai Pattu South           | Kiran           | 26.143         | 582           | 449    | 18  | 138    |
| Koralai Pattu West            | Oddomawadi      | 22.182         | 17            | 1.305  | 8   | 12     |
| Manmunai North                | Batticaloa      | 86.227         | 68            | 127    | 48  | 0      |
| Manmunai Pattu                | Araipattai      | 30.694         | 37            | 830    | 27  | 89     |
| Manmunai South & Eruvil Pattu | Kaluvanchikudy  | 60.807         | 63            | 965    | 45  | 60     |
| Manmunai South-West           | Kokkadichcholai | 24.726         | 145           | 171    | 24  | 39     |
| Manmunai West                 | Vellaveli       | 28.489         | 352           | 81     | 24  | 135    |
| Porativu Pattu                | Vellavely       | 36.222         | 182           | 199    | 43  | 120    |
| Distrikt Batticaloa           | Batticaloa      | 526.567        | 2.610         | 202    | 347 | 878    |